# Betalningsbalans
Betalningsbalans är ett mått som används inom nationalräkenskaper och makroekonomi. Betalningsbalansen är en uppställning över ett lands reala och finansiella transaktioner med omvärlden under en viss tid. Den består av bytesbalans, kapitalbalans och en finansiell balans. Det finns olika standarder för hur uppställningen skall göras. Internationella valutafonden, IMF, definierar den på följande sätt:
```
Bytesbalans + Kapitalbalans - Finansiell balans + restpost = 0
```

I praktiken summerar ekvationen sällan till noll, vilket beror på brister i det statistiska underlaget. Nationell statistik är svår att samla in, den är ofta inkomplett och härrör från många olika källor av varierande kvalitet.